# Väter und Söhne
Väter und Söhne är en tysk-svensk film från 1930 i regi av Victor Sjöström och Paul Merzbach.

## Om filmen
Filmen premiärvisades 28 november 1930 på biograf Atrium i Berlin Tyskland. Filmen spelades in i Filmstaden Råsunda med exteriörer från Stockholm av J. Julius. Som förlaga har man Hjalmar Bergmans roman Markurells i Wadköping som utgavs 1919, Bergman dramatiserade själv romanen som uruppfördes på Dramatiska Teatern i Stockholm 1930. Filmen var en samproduktion med det tyska filmbolaget Terra Film AG och Film AB Minerva, och året efter kom filmen i en svensk version, se Markurells i Wadköping. 1968 gjordes en nyinspelning av Sveriges Radio-TV i regi av Hans Dahlin, se Markurells i Wadköping

## Roller i urval
- Rudolf Rittner - Harald Hilding Markurell, källarmästare och värdshusvärd
- Franziska Kinz - Karin Markurell, hans fru
- Martin Herzberg - Johann Markurell, deras ende son
- Alfred Gerasch - Baron Carl - Magnus de Lorche, godsägare
- Carl Ballhaus - Louis de Lorche, son till baronen
- Elfriede Borodin - Brita de Lorche, kusin till Louis
- Ernst Gronau - Sven Ström, frisör (perukmakare)
- Artur Retzbach-Erasiny - Per Ström, skolvaktmästare
- Philipp Manning - Rektorn för läroverket
- Gustav Rickelt - Domprosten, prövningskommissarie
- Ernst Dernburg - Kemiprofessorn, prövningskommissarie